# Fruges
Fruges là một xã trong vùng Hauts-de-France, thuộc tỉnh Pas-de-Calais, quận Montreuil, tổng Fruges. Tọa độ địa lý của xã là 50° 30' vĩ độ bắc, 02° 08' kinh độ đông. Fruges nằm trên độ cao trung bình là 107 mét trên mực nước biển, có điểm thấp nhất là 84 mét và điểm cao nhất là 171 mét. Xã có diện tích 18,90 km², dân số vào thời điểm 1999 là 2426 người; mật độ dân số là 128 người/km².

## Thông tin nhân khẩu
| 1962  | 1968  | 1975  | 1982  | 1990  | 1999  |
| ----- | ----- | ----- | ----- | ----- | ----- |
| 2.421 | 2.460 | 2.534 | 2.465 | 2.499 | 2.426 |

## Các thành phố kết nghĩa
- Olsberg, Đức